# London Spy
London Spy è una miniserie televisiva britannica trasmessa da BBC Two nel 2015, ideata e sceneggiata dallo scrittore inglese Tom Rob Smith.

## Trama
Danny e Alex sono due ragazzi caratterialmente diversi che provengono da mondi opposti: il primo, socievole e romantico, è dedito ai locali e agli eccessi giovanili, mentre il secondo, asociale e misterioso, lavora (come si scoprirà) per il Secret Intelligence Service. I due si incontrano casualmente e si innamorano, ma proprio quando la loro relazione è sul punto di diventare seria e duratura, Alex scompare improvvisamente e Danny inizia a scoprire la verità sul suo conto.

## Puntate
| nº | Titolo originale | Prima TV Regno Unito | Prima TV Italia |
| -- | ---------------- | -------------------- | --------------- |
| 1  | Lullaby          | 9 novembre 2015      | inedita         |
| 2  | Strangers        | 16 novembre 2015     | inedita         |
| 3  | Blue             | 23 novembre 2015     | inedita         |
| 4  | I Know           | 30 novembre 2015     | inedita         |
| 5  | If This Is a Lie | 7 dicembre 2015      | inedita         |

## Produzione
La miniserie è stata commissionata da Janice Hadlow e Polly Hill ed è stata prodotta da Guy Heeley per Working Title Television. I produttori esecutivi sono Juliette Howell, Tim Bevan, Eric Fellner e Polly Hill. Le riprese della miniserie sono iniziate nell'ottobre del 2014.